# Vilayanur Ramachandran

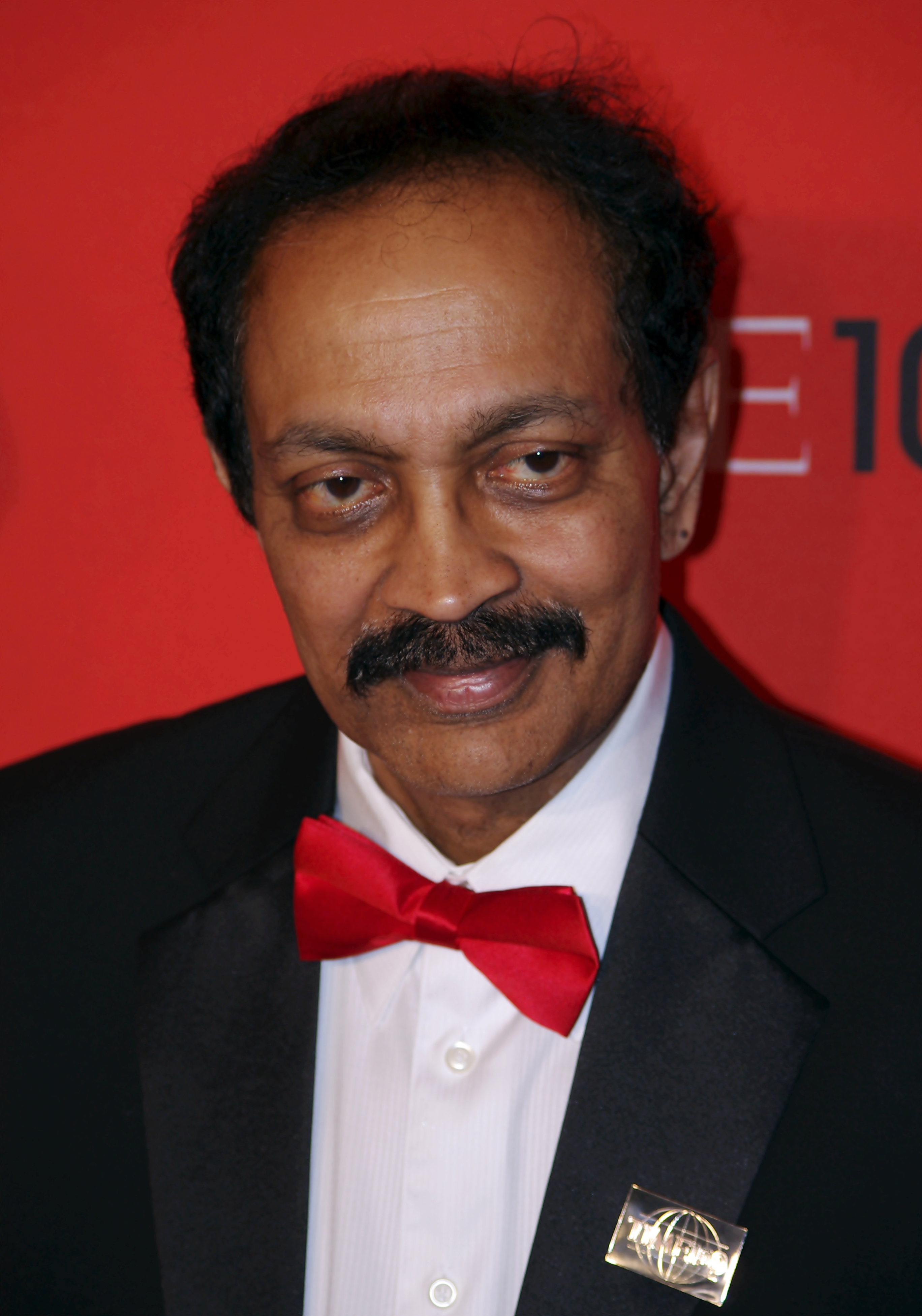
Vilayanur Ramachandran

Vilayanur Ramachandran (Tamil Nadu, 1951) is een uit India afkomstige Amerikaanse neuroloog gespecialiseerd in gedragsneurologie en mentale handicaps. Door zijn werk met mensen die hersenschade hebben opgelopen door een ongeluk of een herseninfarct, onderzoekt hij waar en hoe specifieke functies in de hersenen tot stand komen.
Ramachandran staat aan het hoofd van het Center for Brain and Cognition op de University of California (San Diego), waar hij hoogleraar op de psychologie-afdeling en van neurowetenschappen is. Daarnaast is hij adjunct-professor biologie op het Salk Institute for Biological Studies.

## TED-talk
In 2007 hield Ramachandran een presentatie voor het grote publiek op de jaarlijkse wetenschappelijke bijeenkomst TED, genaamd  A journey to the center of your mind. Daarin trekt hij een dikke twintig minuten uit om globaal te laten zien hoe bepaalde soorten hersenschade interne structuren in de hersenen - en de daarbij behorende functies - observeerbaar maken. Voorbeelden die hij onder meer gebruikt zijn fantoompijn, synesthesie en het syndroom van Capgras.

## Eervolle onderscheidingen
In 2005 kreeg Ramachandran de Henry Dale Medal en werd hij gekozen voor een zogenaamd eervol levenslang "Fellowship" aan de Royal Institution of Great Britain. Ook kreeg hij "Fellowships" aan het All Souls College (Oxford) en aan Stanford University. Verder was er de Presidential Lecture Award van de American Academy of Neurology, twee eredoctoraten, de Ramon Y Cajal Award van de International Neuropsychiatry Society en de Ariëns Kappers Medal van de Koninklijke Nederlandse Akademie van Wetenschappen (KNAW).
- Bibsys: 8081227
- Biblioteca Nacional de España: XX1140145
- Bibliothèque nationale de France: cb13008267b (data)
- Catàleg d'autoritats de noms i títols de Catalunya: 981058514306506706
- CiNii: DA08364000
- Gemeinsame Normdatei: 122630831
- International Standard Name Identifier: 0000 0001 2130 4845
- Library of Congress Control Number: n79048735
- Nationale Bibliotheek van Letland: 000010433
- MusicBrainz: f3ae50eb-34b0-4151-9c44-e332c0318444
- Bibliotheek van het Japanse parlement: 00757948
- Nationale Bibliotheek van Tsjechië: vse2011649272
- Nationale bibliotheek van Australië: 35505638
- Nationale Bibliotheek van Israël: 987007437676605171
- Nationale en Universitaire bibliotheek Zagreb: 000560367
- Nederlandse Thesaurus van Auteursnamen: 068126247
- Réseau des bibliothèques de Suisse occidentale: 02-A003725253
- Istituto Centrale per il Catalogo Unico: CFIV277008
- Système universitaire de documentation: 057217823
- Virtual International Authority File: 44432487
- WorldCat: E39PBJkdmTYHFgBR4wMHGJ6tKd